# Arturo Tabera Araoz
Arturo Tabera Araoz CMF, (ur. 29 października 1903 w Barco de Avila w diecezji Ávila, zm. 13 czerwca 1975 w Rzymie), hiszpański duchowny katolicki, kardynał, arcybiskup Pampeluny, prefekt kongregacji ds. Zakonników i Instytutów Świeckich. 

## Życiorys
15 sierpnia 1920 roku złożył śluby zakonne w zgromadzeniu misjonarzy klaretynów. Doktorat z prawa kanonicznego uzyskał na Papieskim Rzymskim Ateneum Św. Apolinarego. Święcenia kapłańskie przyjął 22 grudnia 1928 roku w Jerez de los Caballeros. 16 lutego 1946 roku Pius XII mianował go biskupem tytularny Lirbe i administratorem apostolskim diecezji Barbastro, sakrę biskupią otrzymał 5 maja 1946 roku w Madrycie. 2 lutego 1950 roku mianowany biskupem ordynariuszem diecezji Barbastro. 13 maja 1950 roku przeniesiony na stolicę diecezji Albacete. Uczestnik Soboru Watykańskiego II. 23 lipca 1968 roku przeniesiony na stolicę metropolitalną w Pampeluna. Paweł VI na konsystorzu 28 kwietnia 1969 roku wyniósł go do godności kardynalskiej z tytułem prezbitera San Pietro in Montorio. 20 lutego 1971 roku został prefektem Kongregacji ds. Kultu Bożego. Złożył rezygnację z zarządzania archidiecezją Pampeluna 4 grudnia 1971 roku. 8 września 1973 roku powierzono mu funkcję prefekta Kongregacji ds. Zakonników i Instytutów Świeckich. Zmarł 13 czerwca 1975 roku w klinice Piusa XI w Rzymie. 